# Хайди Марк
Хайди Марк (на английски: Heidi Mark) е американска актриса и модел. Тя е избрана за плеймейт в списание „Плейбой“ през юли 1995 година. Хайди Марк се сключва брак с Винс Нийл през 2000 година, но през 2001 година двамата се развеждат.